# La diseminación
La dissémination es un ensayo de Jacques Derrida aparecido por vez primera en 1969 en la revista Critique y que luego se situó al final de un libro al que dio su nombre, publicado en 1972 por Éditions du Seuil (París). 
El ensayo trata sobre las clasificaciones del sistema y el lenguaje, hacia la irrupción del horizonte temático. La palabra diseminación se entiende por extender sin orden en diferentes direcciones los elementos de  conjunto.

Esto no será un libro

Esa es la advertencia con la que Jacques Derridá empieza el prefacio y aclara que más allá de ser un libro puede decirse que son 3 ensayos y que eventualmente su temática puede construir un sentido.
La pregunta que pone en juego el autor para desarrollar el texto es ¿Puede 

aquello que siempre ha sido concebido y significado con un nombre

ser considerado fundamentalmente como algo homogéneo, unívoco y que no es conflictivo? Es decir, el autor problematiza la definición de cualquier concepto, nombre, etc., y analiza las posibilidades de su estructura. 
Por eso, el autor se pregunta 

¿qué hace que esto sea un libro?.

Basa su explicación en lo siguiente: 

La estructura hace que todo concepto tenga dos marcas similares: la repetición sin identidad, que se encuentra dentro del sistema construido, y otra fuera."

Entendamos que los objetos pueden existir sin la intención o estructura de permanecer en una clasificación determinada. Muchos de ellos simplemente se integran debido a similitudes convenientes, entendidas por terceros, y esto conlleva a que la clasificación expanda sus límites y permita que la inclusión de objetos deforme la clasificación. Derrida lo expone así: 

Ponerle el nombre viejo a un trabajo o simplemente dejarlo en circulación siempre implicará tener un riesgo incluido: puede que entre en el sistema como ya es, o que en el proceso de ser descomponga el sistema.

Dentro del libro, se hace énfasis en la deconstrucción, concepto suyo con el que señala que debe haber una indispensable fase o estado de regresión. 

Hay que sentarse detrás para poder ir más allá.